# Alexeï Petrenko
Pour les articles homonymes, voir Petrenko.
Alexeï Vassilievitch Petrenko (en russe : Алексей Васильевич Петренко), né le 26 mars 1938
dans le village Tchémer de l'oblast de Tchernihiv (République socialiste soviétique d'Ukraine) et mort le 22 février 2017 à Moscou (Russie), est un acteur soviétique puis russe.
Artiste du peuple de la RSFSR (1988).

## Biographie
En 1961, Alexeï Petrenko sort diplômé de l'Université des Arts de Kharkiv (ru). Il a travaillé sur les scènes théâtrales de Zaporijia, Donetsk, Léningrad, Moscou. Sa carrière sur le grand écran commence en 1967, sous la direction de Viktor Sokolov (ru), dans le mélodrame Jour de soleil et de pluie où il joue un garçon de café. Depuis il est apparu dans plus de 80 films. Lauréat de plusieurs prix et récompenses Petrenko reçoit notamment un Aigle d'or du meilleur rôle masculin en 2007, pour sa performance dans 12 de Nikita Mikhalkov.
Depuis 26 juillet 2010, Alexeï Petrenko est membre du Conseil patriarcal pour la culture (Église orthodoxe russe).
Mort en février 2017, l'artiste est enterré au cimetière Nikolskoïe de Balachikha dans l'oblast de Moscou.

## Filmographie partielle
- 1970 : Le Roi Lear (Король Лир) de Grigori Kozintsev : Osvald
- 1974 : Raspoutine, l'agonie (Агония) d'Elem Klimov : Raspoutine
- 1976 : Vingt jours sans guerre (Двадцать дней без войны) d'Alexeï Guerman : aviateur
- 1977 : Jenitba ou Le Mariage (Женитьба) de Vitali Melnikov : Podkoleussine
- 1981 : Les Adieux à Matiora (Прощание) d' Elem Klimov : ingénieur
- 1984 : Romance cruelle (Жестокий романс) d'Eldar Riazanov : Knourov
- 1988 : Le Serviteur (Слуга) de Vadim Abdrachitov : Brizguine
- 1989 : L'Art de vivre à Odessa (ru) (Искусство жить в Одессе) de Gueorgui Jungwald-Khilkevitch : Froume
- 1998 : Le Barbier de Sibérie (Сибирский цирюльник) de Nikita Mikhalkov : général Radlov
- 2000 :  Au mois d'août 1944 (В августе 44-го) de Mikhaïl Ptachouk (ru) : Egorov
- 2004 :  La Mort de Taïrov (Смерть Таирова) de Boris Blank (ru) : Staline
- 2007 : 12 de Nikita Mikhalkov :  cinquième juré, retraité de Metrostroï
- 2010 : Soleil trompeur 2 (Утомлённые солнцем 2) de Nikita Mikhalkov : vieux lieutenant

## Mérites
- 1988  Artiste du peuple de la Russie
- 1998 Ordre du Mérite pour la Patrie
- 1998 Prix du Président de la Russie
- 1999 Prix d'État de la fédération de Russie
- 1999  Artiste du peuple de l'Ukraine
- 2007 Prix Aigle d'Or
- 2013 Prix international Stanislavsky
- 2014 Ordre de l'Honneur